# Labyrinthus
Labyrinthus ist das dritte Album des Philip Zoubek Trio. Die im Dezember 2020 im Kammermusiksaal des Deutschlandfunks in Köln entstandenen Aufnahmen erschienen am 28. Oktober 2022 auf WhyPlayJazz.

## Hintergrund
Philip Zoubek (der sowohl Piano als auch Synthesizer spielt) nahm das Album mit David Helm (Kontrabass) und Dominik Mahnig (Schlagzeug) auf, mit denen bereits 2017 bzw. 2019 die Vorgängeralben Outside und Nonplaces entstanden waren. Kurz zuvor waren im Kammermusiksaal des Senders bereits Aufnahmen entstanden, die im Rahmen des Jazzfest Berlin 2020 präsentiert wurden. Nach anfänglichen Schwierigkeiten im Umgang mit der für sie neuen Akustik des als Studio genutzten Saales fand das Trio „zu einem pointierten, hochkonzentrierten Sound“, weshalb das Album anders klinge als seine beiden Vorgänger, so Produzent Odilo Clausnitzer. Die drei Musiker entwickelten gemeinschaftlich auf der Basis von Zoubeks Vorgaben eine verschachtelte Ensemblemusik. „Dabei verschwimmen die Grenzen zwischen Komposition und Improvisation – nicht zuletzt im organischen Umgang mit komplexen Rhythmen.“

## Titelliste
- Philip Zoubek Trio: Labyrintus (WhyPlayJazz WPJ058)

1. Meander 4:43
2. Mantra 4:35
3. Rituals 2:47
4. Breath 1:25
5. Unrests 4:30
6. Labyrinthus 5:32
7. Silent House 6:33
8. E 4:06
9. Bells 3:37
10. Exhaust 1:08
11. Monolith 3:01

Die Kompositionen stammen von Philip Zoubek.

## Rezeption
Es sei das erklärte Ziel von Zoubek, Helm und Mahnig, die Grenzen zwischen Komposition und Improvisation zu nivellieren, schrieb Josef Engels in Rondo. Und so dürfe man gerne rätseln, inwiefern die durchaus erkennbaren Strukturen in Stücken wie „Insomnia“ oder „Meander“ auf eine klare vorherige Verabredung zurückgehen oder auf die durch lange Zusammenarbeit entstandene empathische Interaktionsfähigkeit der Musiker. Nicht selten würden die Stücke wie im Halbdunkeln vor sich hinarbeitende Maschinen klingen, in deren Mechanik sich ein Fehler eingeschlichen hat. Dann wieder wähne man sich – etwa im Titelstück – „in einem nicht kartierten Gebiet, in dem sich hinter jedem sonischen Felsvorsprung eine Gefahr oder eine geräuschhafte Überraschung verbirgt“.
Die Bandbreite der Kompositionen sei enorm: von monumental bis träumerisch, von experimentell bis ausnotiert und von dicht bis porös spreize sich das musikalische Spektrum, schrieb Christoph Wagner im Blog Scheibengericht. Mit dieser Art Kontrastprogramm sei den drei Musikern ein Album gelungen, das voller Überraschungen stecke und vom Willen zeuge, sich nicht länger auf ausgetretenen Pfaden bewegen zu wollen.